# Hermann Osthoff
Hermann Osthoff (Billmerich, Alemania, 18 de abril de 1847 - Heidelberg, Alemania, 7 de mayo de 1909) fue un lingüista alemán. Estuvo involucrado en estudios indoeuropeos y en la escuela neogramática. Es conocido por formular la ley de Osthoff, y por escribir ampliamente sobre la formación de palabras y la morfología indoeuropeas. 

## Vida
Osthoff estudió filología clásica, filología germánica, sánscrito y lingüística comparada en Berlín, Tubinga y Bonn. En 1869 obtuvo su doctorado en Bonn como alumno de Hermann Usener. Durante su estancia en esa ciudad se convirtió en miembro de la Burschenschaft Alemannia de Bonn. De 1871 en adelante impartió clases en el Gimnasium de Kassel. En 1875 completó con éxito su habilitación postdoctoral en la Universidad de Leipzig, y en 1877, fue nombrado profesor asociado de lingüística comparada y sánscrito en la Universidad de Heidelberg. Poco después se le concedió la cátedra completa en Heidelberg, donde más tarde se desempeñó como decano (1894-95) y vicerrector (1899-1900).
El foco principal de su investigación fueron las lenguas indoeuropeas. Junto con Karl Brugmann y August Leskien, fue una figura significativa en la creación de los neogramáticos. Fue un crítico de la obra pionera del joven Ferdinand de Saussure Mémoire sur le système primitif des voyelles dans les langues indo-européennes (1879), en la que Saussure, que entonces tenía 20 años, postuló la teoría de las laringales. Sin embargo, la teoría de Saussure se confirmó con el descubrimiento del hitita a principios del siglo XX.

## Obras principales
- con Karl Brugmann (1878-1910): Morphologische Untersuchungen auf dem Gebiete der indogermanischen Sprachen (6 volúmenes) - Estudios morfológicos en el campo de las lenguas indoeuropeas.[3]
- (1878): Das Verbum in der Nominalcomposition im Deutschen, Griechischen, Slavischen und Romanischen - El verbo en composición nominal en alemán, griego, eslavo y romance.
- (1879). Das physologische und psychologische Moment in der sprachlichen Formenbildung - El momento fisiológico y psicológico en la morfogénesis lingüística.
- (1884): Zur Geschichte des Perfects im Indogermanischen - Historia de los perfectos en indoeuropeo.[4]